# Cima Rest
Cima Rest è un altipiano delle prealpi Bresciane e Gardesane, situato nel territorio comunale di Magasa all'interno del Parco Alto Garda Bresciano e del gruppo del Tombea-Manos e raggiungibile da Magasa.

## Origine del nome
Cima Rest, come l'omonimo monte Rest (1780 m.s.l.m.) sito in Friuli precisamente nel comune di Tramonti di Sopra, secondo alcuni, potrebbe derivare dal termine latino "arista" del XIII secolo, con riferimento a piante, erbe, quindi sarebbe uno di tanti riferimenti alla vegetazione locale, difatti il luogo è ancor oggi zona d'alpeggio e coltivazione del foraggio, area dedicata alla produzione del formaggio Tombea. Secondo Arnaldo Gnagna nel suo "Vocabolario topografico-toponomastico della provincia di Brescia", edito nel 1939, pure le località di Resto, una cascina nella Valle delle Puria a Vesio di Tremosine, i fienili di Resto in Valpegle a Eno in Degagna di Vobarno, il Goletto Rest nella  Valle di Vesta e Restone a Edolo hanno la stessa origine legata all'allevamento del bestiame che rimane, resto/a, in malga. Altri ricercatori sostengono derivi dal termine latino medioevale "crista", cresta, che indica una cima montana come per il Colle Crest nel comune di Ribordone in Piemonte.

## Storia
Il nome di Cima Rest compare la prima volta negli Statuti comunali di Magasa del 1589 quando viene citato in un articolo che prevedeva il divieto a chiunque di falciare il foraggio nelle pertinenze dell'alpeggio comunale, mentre disposizioni comunitarie successive prevedevano che si dovesse effettuare la funzione religiosa delle rogazioni da Magasa a Cadria, con sosta al fienile della Pieve di Cima Rest per la recita del rosario, obbligatoria la partecipazione di tutta la popolazione.
Nel 1633 certo Gottardo Gottardi, detto Tavagnone o Tavagnù dispose con testamento che, alla sua morte, il ricavato dell’affitto dei suoi due fienili a Cima Rest e a Monte Denai si dovesse spendere in tanto sale da dispensare alla popolazione di Magasa.
Nei secoli passati l'altipiano di Cima Rest è stato una luogo strategico nei periodi di guerra, da qui difatti si poteva controllare agevolmente ogni movimento nemico lungo la Val Vestino, tra il monte Tombea e Bollone, e l'ampio pianoro consentiva l'accampamento ad una truppa numerosa. Così nel febbraio del 1799, a seguito dell'invasione napoleonica dell'Italia, il Magistrato Consolare di Trento incaricò il capitano Giuseppe de Betta di portarsi con una compagnia di 120 bersaglieri tirolesi a Magasa e via Cima Rest a Cadria a presidio dei confini meridionali del Principato vescovile di Trento minacciati dai francesi.
Nel luglio del 1866 durante la terza guerra di indipendenza fu scalato dai garibaldini del 2º Reggimento Volontari Italiani del colonnello Pietro Spinazzi intenti all'assedio del Forte d'Ampola, mentre nel 1915, nella prima guerra mondiale, fu dapprima scalato e occupato dal 7º Reggimento bersaglieri e poi fortificato dal Regio esercito italiano con la costruzione della carrozzabile Tombea-Val Lorina, trincee e posti di osservazione.
Nel giugno del 1997, a causa del sequestro Soffiantini, tutta la zona di Magasa e in special modo i fienili di Cima Rest, fu ispezionata dal Battaglione Carabinieri di Brescia in quanto fu ritenuta un possibile luogo di costrizione dell'imprenditore manerbiese.

### I primi giorni della Grande Guerra. L'avanzata dei bersaglieri italiani
Cima Gusaur e Cima Manga in Val Vestino facevano parte fin dall'inizio della Grande Guerra dell'Impero Austro-Ungarico e furono conquistate dai bersaglieri italiani del 7º Reggimento nel primo giorno del conflitto, il 24 maggio 1915, sotto la pioggia. In vista dell’entrata in guerra del Regno d’Italia contro l’Impero austro-ungarico, il Reggimento fu mobilitato sull’Alto Garda occidentale, inquadrato nella 6ª Divisione di fanteria del III Corpo d’Armata ed era composto dai Battaglioni 8°, 10° e 11° bis con l'ordine di raggiungere in territorio ostile la prima linea Cima Gusaner (Cima Gusaur)-Cadria e poi quella Bocca di Cablone-Cima Tombea-Monte Caplone a nord.
Il 20 maggio i tre Battaglioni del Reggimento raggiunsero Liano e Costa di Gargnano, Gardola a Tignale e Passo Puria a Tremosine in attesa dell’ordine di avanzata verso la Val Vestino. Il 24 maggio i bersaglieri avanzarono da Droane verso Bocca alla Croce sul monte Camiolo, Cima Gusaur e l'abitato di Cadria, disponendosi sulla linea che da monte Puria va a Dosso da Crus passando per Monte Caplone, Bocca alla Croce e Cima Gusaur.
Lo stesso 24 maggio, da Cadria, il comandante, il colonnello Gianni Metello, segnalò al Comando del Sottosettore delle Giudicarie che non si trovavano traccia, né si sapeva, di lavori realizzati in Valle dal nemico, le cui truppe si erano ritirate su posizioni tattiche al di là di Val di Ledro. Evidenziava che nella zona, priva di risorse, con soltanto vecchi, donne e fanciulli, si soffriva la fame. Il giorno seguente raggiunsero Cima Rest, il monte Caplone ed il monte Tombea senza incontrare resistenza.
Il 27 maggio occuparono più a nord Cima spessa e Dosso dell’Orso, da dove potevano controllare la Val d’Ampola, e il 2 giugno Costone Santa Croce, Casetta Zecchini sul monte Calva, monte Tremalzo e Bocchetta di Val Marza. Il 15 giugno si disposero tra Santa Croce, Casetta Zecchini, Corno Marogna e Passo Gattum; il 1º luglio tra Malga Tremalzo, Corno Marogna, Bocchetta di Val Marza, Corno spesso, Malga Alta Val Schinchea e Costone Santa Croce. Il 22 ottobre il 10º Battaglione entrò in Bezzecca, Pieve di Ledro e Locca, mentre l’11° bis si dispose sul monte Tremalzo. Nel 1916 furono gli ultimi giorni di presenza dei bersaglieri sul fronte della Val di Ledro: tra il 7 e il 9 novembre i battaglioni arretrarono a Storo e di là a Vobarno per proseguire poi in treno verso Cervignano del Friuli e le nuove destinazioni.

## Luoghi di interesse

### I fienili di Cima Rest

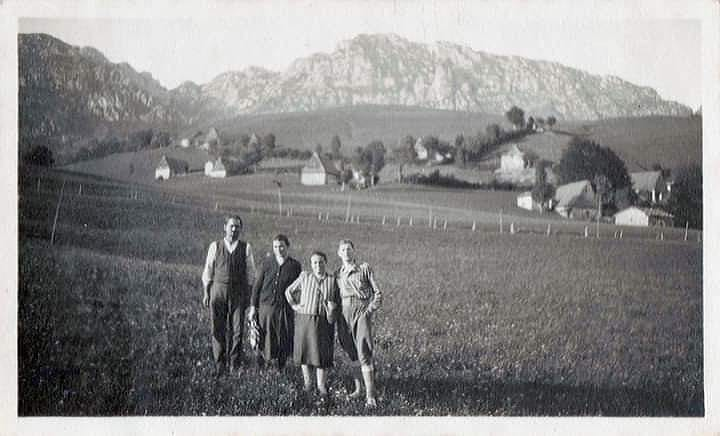
1931. Una delle prime fotografie attestate a Cima Rest

I fienili di Cima Rest sono dei fabbricati rurali situati sull'altipiano ad un'altitudine di circa 1300 m.
Sono collocati al medio alpeggio e strutturati in modo da contenere in un solo edificio le funzioni fondamentali per la vita del malghese: al piano inferiore la stalla per il bestiame, l'abitazione per il contadino, a quello superiore il deposito per il foraggio e all'esterno la legnaia. Ricerche storiche, iniziate nel secondo dopoguerra, datano questa tipologia di costruzione al VII secolo attribuendola alle tradizioni dei Goti o dei Longobardi.
Questa tipologia costruttiva è ancora riscontrabile oltre in Val Vestino anche in Piemonte nel Parco delle Alpi Marittime, tra la conca delle Gùie e la Valle Gesso, precisamente a Sant'Anna di Valdieri, posta al confine con la Francia. Questa zona infatti conserva caratteristiche paesaggistiche rurali arcaiche grazie ad alcune baite costruite con tetti in paglia di segale poste ai piedi di grandi spuntoni di rocce.

### La vecchia "calchèra" dei "Pipe" di Malga Corva
Il semicerchio di sassi biancastri, in parte crollati, incassato nel terreno ed aperto su di un lato, è quanto rimane di questa vecchia "calchèra", cioè una fornace per la produzione della calce costruita dalla famiglia Stefani "Pipe" in località Malga Corva nel secolo scorso sita all'inizio della strada forestale che conduce ai fondi di Spias. Per la sua costruzione sono stati usati soprattutto blocchi di roccia calcarea,  resistenti alle alte temperature (900 gradi) che si raggiungevano durante la "cottura" dei sassi. Ogni ciclo di produzione richiedeva molte tonnellate di sassi di calcare escavati nelle vicinanze, altrettante di fascine di legna per il fuoco e di acqua. In fondo, in corrispondenza del foro da cui sarebbe stata continuamente alimentata, veniva posta la legna. Sopra venivano poi accumulati i sassi calcarei per tutta l'altezza della calchèra. Il tutto era infine ricoperto da uno strato di argilla o terra con fori di sfiato. La cottura durava circa una settimana ed era controllata notte e giorno: una volta conclusa, si attendeva per alcuni giorni, il raffreddamento del materiale. Scoperchiando la calchèra, i sassi ormai trasformati in calce viva, venivano estratti con spessi guanti o con il badile. Il processo di lenta cottura in assenza di ossigeno, aveva trasformato il carbonato di calcio in ossido di calcio, estremamente caustico, la calce viva. Quest'ultima mescolata con l'acqua derivata in canale dal vicino rio, si sarebbe trasformata nella "calce spenta", che un tempo aveva molteplici utilizzi. Innanzi tutto mescolata alla sabbia come legante in edilizia, ma anche, aspersa sulle pareti di case e delle stalle, come imbiancante dalle proprietà fortemente disinfettanti.

### La pozza d'abbeverata di Fràine
La pozza comunale presente a malga Corva a sud del Monte, detta "lavàc di "Fràine", ha un ruolo fondamentale per il mantenimento della rimanente attività pascoliva dell’area legata all'alpeggio della malga, ma anche per la tutela della biodiversità degli habitat e delle specie, anfibi in particolare, che attraverso questi specchi d’acqua possono trovare un luogo ideale per la loro riproduzione.
La tradizione locale riporta che, data la mancanza nella zona di sorgenti e corsi d'acqua, la pozza esistesse da secoli e la tecnica per realizzarla consistesse in uno scavo manuale nell'area di impluvio del pendio della montagna per facilitare il successivo riempimento con la raccolta naturale dell'acqua piovana, di percolazione o dello scioglimento della neve.
Il problema principale incontrato dai contadini consisteva nell'impermeabilizzazione del fondo: spesso il semplice calpestio del bestiame, con conseguenze compattazione del suolo, non era sufficiente a garantire la tenuta dell'acqua a causa del basso contenuto in argilla del terreno presente, per cui era necessario distribuire sul fondo uno strato di buon terreno argilloso reperito nelle immediate vicinanze. Ma ciò non essendo possibile causa la diversità del terreno, sul fondo veniva compattato uno spesso strato di terra e fogliame di faggio, in grado di costituire un feltro efficace a trattenere l'acqua. Per garantire un sufficiente apporto di acqua necessario al riempimento della pozza, o per incrementarlo, spesso era necessario realizzare piccole canalizzazioni superficiali, scavate lungo il versante adiacente per intercettarne anche una modesta quantità. La manutenzione periodica, di norma annuale prima della monticazione, consisteva principalmente nell'asporto del terreno scivolato all'interno per il continuo calpestio del bestiame in abbeverata e dell'insoglio della fauna selvatica. Si provvedeva inoltre alla ripulitura della vegetazione acquatica per mantenere la funzionalità della pozza evitando che vi si accrescesse eccessivamente all'interno accelerandone il naturale processo di interramento.
In queste fasi veniva posta particolare attenzione in quanto si correva il rischio di rompere la continuità dello strato impermeabile e comprometterne la funzionalità; si preferiva ad esempio non rimuovere eventuali massi presenti sul fondo.
La pozza, che in passato copriva un areale più ampio, fu rimaneggiata dall'ERSAF Lombardia nel 2014-2020 con il "progetto recupero pozze di abbeverata". Essa è stata progettate per consentire nuovamente al bestiame e ai selvatici di accedervi anche fino al fondo della pozza quando l’acqua è poca.

### Le santelle religiose di Cima Rest e del Penàs
Un tempo la profonda religiosità popolare delle genti di questa valle si esprimeva spesso con l'erezione di opere sacre e l'apposizione di "segni" che avevano lo scopo di garantire un quotidiano "filo diretto" con il Creatore. C'era sempre qualche buon motivo per ringraziarlo per invocarne la benevolenza. Così, lungo le stradine di campagna e le mulattiere di montagna è facile imbattersi in vecchi manufatti ormai spesso offuscati, dalla patina del tempo: croci,  tabernacoli, capitelli, lapidi in ricordo di eventi tragici, piccoli dipinti votivi realizzati per grazie ricevute. Presso di essi il viandante sostava qualche attimo in rispettosa preghiera: anche il passante più frettoloso, vi gettava almeno uno sguardo, elevando un pensiero al Cielo.
I capitelli o santelle di Cima Rest, sito presso la Chiesetta alpina, e della località Penàs, collocato lungo la mulattiera che si collega al villaggio di Cadria, furono edificati nei secoli scorsi per volontà di benefattori su suolo comunale, al quale appartengono. I manufatti si presentano ambedue con volta a arco e le strutture verticali sono in muratura portante. La copertura è a due falde simmetriche con il manto in coppi in laterizio la prima e lame zincate la seconda. Quella di Cima Rest è dedicata a nostro Signore Dio,  l'interno fu ridipinto negli anni Settanta del secolo scorso da Cerri Giuseppe di Brescia dopo un restauro conservativo della struttura ad opera del Gruppo alpini di Magasa. Gli affreschi originari erano scomparsi e certamente in precedenza dovevano impreziosirla, sostituiti ora dall'immagine di Gesù Cristo crocifisso e scritte ormai quasi illeggibili causa l'incuria del tempo. La santella del Penàs, restaurata negli anni Novanta del secolo scorso si trovava in condizioni veramente precarie, in pieno stato di abbandono con la copertura pericolante, circondata da una vegetazione incolta e gli affreschi originali compromessi dagli eventi atmosferici. Essa è dedicata a Santa Maria Vergine è dipinta all'interno con la sua stessa immagine e reca in braccio Gesù Cristo bambino che con la mano destra detiene il Globo, sormontato dalla croce e noto come "globus cruciger" (dal latino: "globo portatore della croce", globo crucigero). Quest'ultimo simboleggia il pianeta Terra all'interno di una composizione che presenta forti sfumature escatologiche. A sinistra e alla destra dell'immagine sono presenti due ovali presumibilmente decorati in passato con immagini di santi ora scomparsi. Queste due santelle, si presume, furono posizionate sulla montagna dove vi erano luoghi d'arrivo di particolari cerimonie religiose chiamate rogazioni, che documentate già negli statuti comunali di Magasa del 1589, si celebravano in determinati giorni dell'anno e consistevano in una processione di tutta la popolazione effettuata da Magasa a Cadria  per chiedere la protezione divina contro i danni dovuti al maltempo: grandine, pioggia, o la siccità inoltre rappresentavano nell'immaginario popolare un baluardo contro la presenza di malefici, demoni, streghe e stregoni.
Le santelle hanno quindi il significato di un ringraziamento. Una preghiera di aiuto e benevolenza per tutti quegli uomini che dopo aver lasciato le loro case, le loro famiglie affrontando le fatiche o le insidie della guerra sono rientrati a casa sani e salvi, saldi nella loro fede ma anche come ex voto per uno scampato pericolo, come una carestia o una pestilenza.

## Cultura

### Museo etnografico della Valvestino
Il Museo etnografico della Valvestino è situato a Cima Rest e raccoglie attrezzi agricoli, utensili, arredi legati alla vita contadina.

## Natura

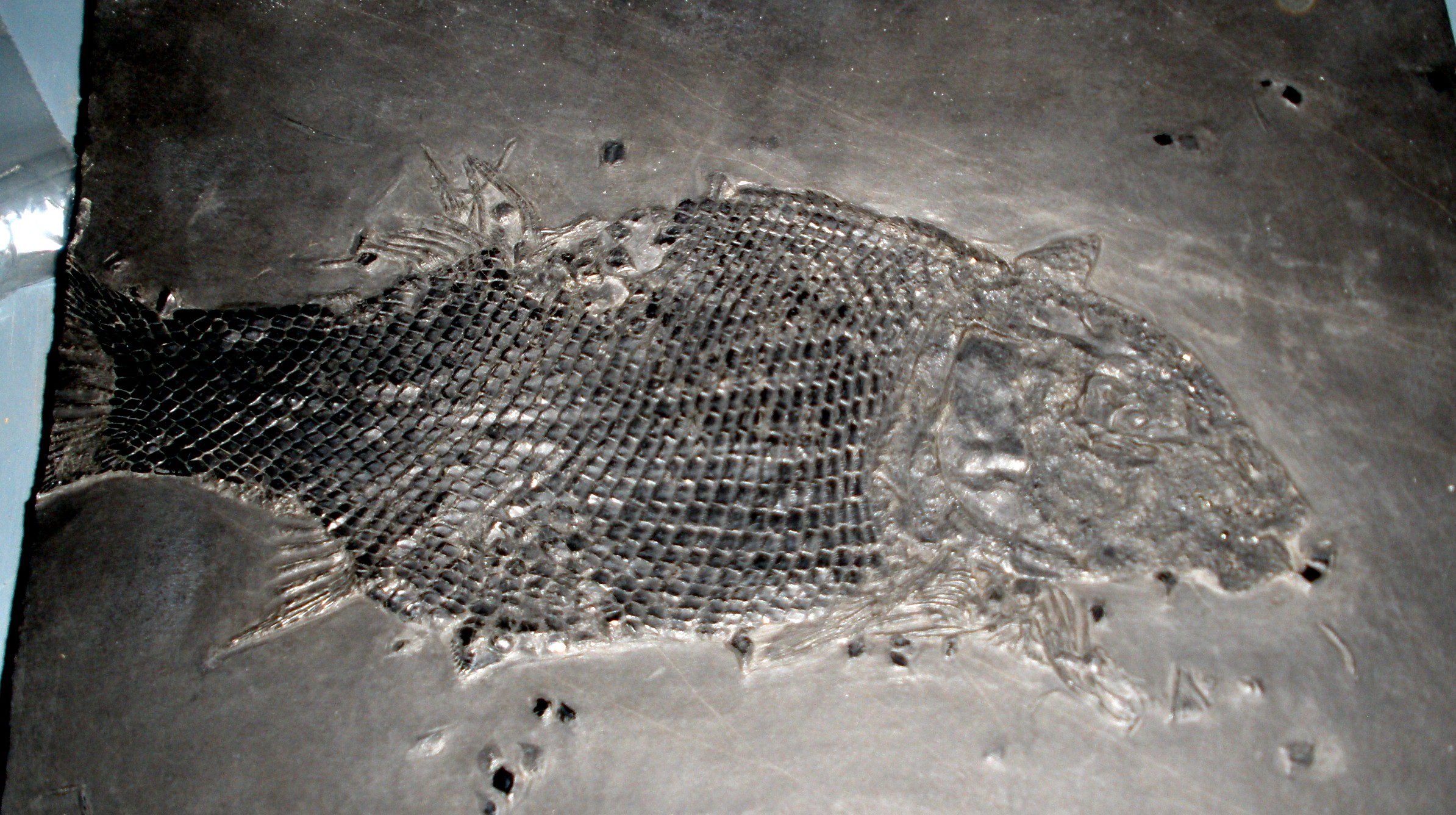
Paralepidotus

La zona dell'altipiano di Cima Rest data la sua importanza scientifica fu erborizzata e indagata nei suoi aspetti geologici a partire dalla metà dell'Ottocento. Non meno suggestive sono le sue risorse naturali costituite da boschi che ricoprono tutti i versanti.

### Il giacimento fossile di Cima Rest e ilParalepidotus ornatusdi malga Alvezza
Nel 1969 fu scoperto da ricercatori del Museo Civico di Scienze Naturali di Brescia a Cima Rest, in località Alvezza, nei pressi della malga un giacimento fossile superficiale di una certa rilevanza scientifica, parte di una formazione geologica, detta Calcare di Zorzino, di età mesozoica, risalente all'incirca 220 milioni di anni fa. La fauna fossile indagata è composta da gamberi e pesci che vivevano negli antichi mari mesozoici. Particolarità di questi fossili sono la loro conservazione con la loro completa morfologia che evidenzia i particolari anatomici. Tra i vari rinvenimenti, spicca il ritrovamento nei sedimenti di età norica di un Paralepidotus ornatus, un esemplare di pesce fossile della lunghezza di 600 millimetri oggi conservato presso il Museo Civico di Scienze Naturali di Brescia e risalente appunto al piano del Norico, ossia al periodo Triassico compreso tra i 226 e i 210 milioni di anni fa. Il Paralepidotus era un pesce lento nel movimento, dotato di robuste scaglie ganoidi per difendersi dagli aggressori e di denti, viveva nei pressi del fondo marino e si nutriva prettamente di molluschi. 
Scrive il ricercatore Fulvio Schiavone: "I primi ad essere scoperti alla fine degli anni sessanta sono stati dei pesci olostei appartenenti ai generi Paralepidotus e Pholidoforus, ma poi sono stati identificati anche resti di pesci volanti e denti singoli staccatisi dalle mascelle di pesci predatori, come ad esempio il genere Birgeria. Comuni sono anche le mascelle di Pseudodalatias, un pesce cartilagineo, di cui si conosce solo la piccola mascella provvista di denti appuntiti, perché di natura ossea. Sono stati ritrovati anche gamberi dei generi Antrimpos, Archeopalinurus, Acanthinopus e (Palaeo)dusa. Interessanti sono i Tilacocefali, artropodi scoperti da poco a livello tassonomico nel giacimento fossilifero di Besano, che vivevano indisturbati nei fondali asfittici nutrendosi delle spoglie degli animali morti caduti giù nei fondali. Tra le altre novità sono stati ritrovati anche dei resti problematici che potrebbero corrispondere all'ala di un rettile volante del gruppo dei ranforinchi triassici e giurassici".
Altri reperti estratti dalle rocce di Crune, località sita nei pressi della malga Alvezza, tra il 1999 e il 2006,sono costituiti da piccoli pesci, in genere non superiori agli 11 centimetri, appartenenti al gruppo dei Pholidophoriformes, meglio conosciuti come folidoforidi. Questi pesciolini rivestivano un ruolo importante nelle catene ecologiche degli antichi mari triassici, poiché erano fonte di nutrimento per tutti i pesci predatori. Oltre all’area della Val Vestino i folidoforidi erano stati ritrovati in precedenza solamente in poche altre località italiane e europee: come a  Cene (Bergamo), Ponte Giurino (Bergamo) e Seefeld in Tirolo (Austria).
In realtà la presenza di questi fossili era già stata rilevata negli ultimi decenni del 1800 dal geologo tedesco Karl Richard Lepsius. Infatti  nella seconda metà dell'Ottocento l'Impero austriaco progettò e finanziò nell'ambito del Geologische Reichanstalt studi e ricerche geologiche nel Tirolo meridionale e nel Trentino parallelamente con i rilievi topografici e le prime carte catastali. Tra il 1875 e il 1878 Karl Richard Lepsius svolse accurate ricerche stratografiche dedicando alcune pagine del suo libro alla geologia delle Alpi di Ledro e dei monti a sud dell'Ampola con studi di dettaglio della dolomia superiore dell'Alpo di Bondone, della Valle Lorina, della Val Vestino e del monte Caplone. Nella sua pubblicazione "L'Alto Adige occidentale" edita a Berlino nel 1878 Lepsius scrisse: "La maggior parte della Val di Vestino è costituita da dolomie principali, le cui gole selvagge sono difficilmente penetrabili; su di essa giacciono gli strati retici, gravemente fagliati e trafitti dalle rigide dolomiti. La formazione irregolare rende difficile separare sempre il calcare lilodendro e la dolomia dalla sottostante dolomia principale; perché le contorta-mergel sono per lo più scartate e frantumate, e portate via dall'acqua sulle dolomiti. L'ampio pianoro sopra Magasa, su cui si estendono freschi prati verdi e cespugli, lo riconosciamo subito come retico in contrasto con le dolomitiche aspre e quasi completamente brulle: numerosi blocchi di lilodendri, Terebratula gregaria, Aviceln, Modiole confermano subito la nostra ipotesi; accanto a ciò sono state strappate dall'acqua le argille di contorta-thone, in cui troviamo la stessa Avicula contorta, Cyrena rhaetica, Cerithium hemes, Leda percaudata, Cardita austriaca e altre. Sono state trovate grandi quantità di fossili caratteristici di questi strati. Gli strati scendono dal Passo del Caplone a sud; i calcari lilodendri sono crollati sulle argille inferiori e gettati a sud sulle dolomiti principali. Le case sui prati superiori sono costruite con calcare nero di lilodendro. Verso l'abitato di Magasa si scende su calcari lilodendri, un'alternanza di calcari grigi e neri, calcari dolomitici grigi e bianchi di dolomie bianche. Sotto di essa giace, non molto fitta, impalata tra frastagliate dolomiti principali, la contorta-mergel.
Da Magasa, dirigiti a ovest attraverso l'altopiano per arrivare a Bondone e nella valle del Chiese".

### Osservatorio astronomico
Sull'altopiano è presente anche un osservatorio astronomic, attivo dal 1997.

## Panorama
Nei giorni sereni si gode un panorama eccezionale; a nord della Val Vestino l'altipiano di Denai, il Monte Tombea e il Caplone, la vetta più alta delle prealpi gardesane occidentali, a ovest il monte Manos, il monte Stino, il monte Cingla, le montagne della Valle Sabbia e gli abitati di Magasa, Moerna, Turano; a sud il monte Camiolo con la sua omonima cima, il monte Vesta e il monte Carzen con l'abitato di Bollone e più giù lo sguardo coglie il mone Denervo e il monte Pizzocolo; ad est è invece possibile osservare le montagne della Puria, l'abitato di Cadria e il monte Baldo con il monte Altissimo di Nago.